# Philine (zangeres)
Philippine Corporaal (Rotterdam), beter bekend onder haar artiestennaam Philine, is een Nederlandse singer-songwriter.

## Biografie
Corporaal studeerde aan de Codarts in Rotterdam. In 2020 bracht ze onder de artiestennaam Philippine haar debuutsingle Gone uit. Het is een nummer in het genre country, geïnspireerd op Maggie Rogers en het doet denken aan Kacey Musgraves. Als huisgenote van Froukje heeft ze een aantal artiesten in haar liveband gemeen die bestaat uit Pieteke Dik, Pieteke Terpstra, Max van Rijs, Jur Kuijpet en Esther Jaocobs op. Een gepland optreden van Philine en haar liveband op het Rotterdamse festival Motel Mozaïque werd geannuleerd door de coronapandemie.
In 2021 gaat Philine op tournee door Nederland met popronde, maar opnieuw werden door de coronapandemie veel optreden geannuleerd.  Een jaar later besluit ze met de artiestennaam Philine op herkansing gaan. 3voor12 neemt haar in een lijst van grootste talenten op de popronde. Ondertussen brengt ze haar debuut ep Somewhere Else uit. Ook staat ze in het voorprogramma van haar huisgenote Froukje. In 2023 bracht Philine haar tweede ep so sick of myself uit. Hetzelfde jaar volgde de single Half of it. Tevens bracht ze in 2023 samen met Melle de single Old Summers uit. Deze single wist de Verrukkelijke 15 van NPO 3FM te behalen.
Philine bracht in 2024 meerdere singles uit, waaronder confused, your house, my house en matter, die werden samengevoegd op de ep the side-effects of living in a fantasy. Vanaf oktober 2024 tourde Philine langs diverse podia in Nederland, waaronder Tivoli Vredenburg in Utrecht en Paradiso in Amsterdam.

## Discografie

### Ep's
- Somewhere Else (2021)
- So sick of myself (2023)
- the side-effects of living in a fantasy (2024)

### Singles
- Gone (2020)
- Somewhere Else (2021)
- Needy as hell (2023)
- Old Summers (met Melle) (2023)
- green (2023)
- your house, my house (2024)
- talking to myself (2024)
- confused (2024)
- getting used to (2024)
- matter (2024)
- New year's eve (2024)
- The devil's advocate (2025)
- heavy (2025)
- josie (2025)